# Kurýr (seriál)
Kurýr (v anglickém originále Transporter: The Series) je koprodukční kanadsko-německo-francouzský akční televizní seriál z roku 2012, natočený na motivy filmové série z pera scenáristy Luca Bessona. Ústřední postavou je profesionální nájemný kurýr s výcvikem ze speciálních jednotek Frank Martin. Ve filmech Kurýr (2002), Kurýr 2 (2005) a Kurýr 3 (2008) jej ztvárnil Jason Statham, ale do seriálu byl místo něj obsazen Chris Vance. Na dvanáctidílnou sérii vysílanou od podzimu 2012 navázala stejně dlouhá druhá série na podzim 2014. V českém znění seriál začala premiérově uvádět od prosince 2013 televize Prima Cool.

## Postavy a obsazení
| Chris Vance       | Frank Martin, kurýr                                     |
| François Berléand | inspektor Tarconi                                       |
| Charly Hübner     | Dieter Hausmann, Martinův mechanik                      |
| Violante Placido  | Caterina Boldieu, Martinova spolupracovnice (v 2. řadě) |
| Andrea Osvárt     | Carla Valeriová, Martinova spolupracovnice (v 1. řadě)  |
| Delphine Chanéac  | Juliette Duboisová (v 1. řadě)                          |

## Přehled řad
| Řada | Díly | Premiéra       | Premiéra          | Premiéra v ČR    | Premiéra v ČR   |
| Řada | Díly | První díl      | Poslední díl      | První díl        | Poslední díl    |
| ---- | ---- | -------------- | ----------------- | ---------------- | --------------- |
| 1    | 12   | 11. října 2012 | 3. ledna 2013     | 5. prosince 2013 | 20. února 2014  |
| 2    | 12   | 5. října 2014  | 14. prosince 2014 | 8. května 2015   | 12. června 2015 |

## Zajímavosti
Zajímavostí je, že se některé díly natáčely i v České republice (např. 6. epizoda 2. řady před pražským Rudolfinem) a epizodní role si zahráli čeští herci jako např. Marek Vašut, Miroslav Šimůnek, Zdeněk Maryška, Miroslav Hrabě a další (v 7. epizodě 2. řady „T2“, česky „Duel“).